# Barwałd Dolny
Barwałd Dolny – wieś w Polsce, położona na pograniczu Pogórza Wielickiego i Beskidu Makowskiego w gminie Wadowice, na wysokości 280–340 m n.p.m. przy drodze krajowej Kraków – Cieszyn na zachód od Kalwarii Zebrzydowskiej. W 2008 roku wieś liczyła 732 mieszkańców. W jej okolicach znajduje się wieś Barwałd Górny oraz Średni.

## Nazwa
Nazwę miejscowości w zlatynizowanej staropolskiej formie Berwald wymienia w latach 1470–1480 Jan Długosz w księdze Liber beneficiorum dioecesis Cracoviensis.

## Integralne części wsi
| SIMC    | Nazwa      | Rodzaj    |
| ------- | ---------- | --------- |
| 0073878 | Górka      | część wsi |
| 0073884 | Pieckowo   | część wsi |
| 0073890 | Pod Lasem  | część wsi |
| 0073909 | Przymiarki | część wsi |
| 0073915 | Zagroda    | część wsi |
| 0073921 | Zakościele | część wsi |
| 0073938 | Zarębki    | część wsi |

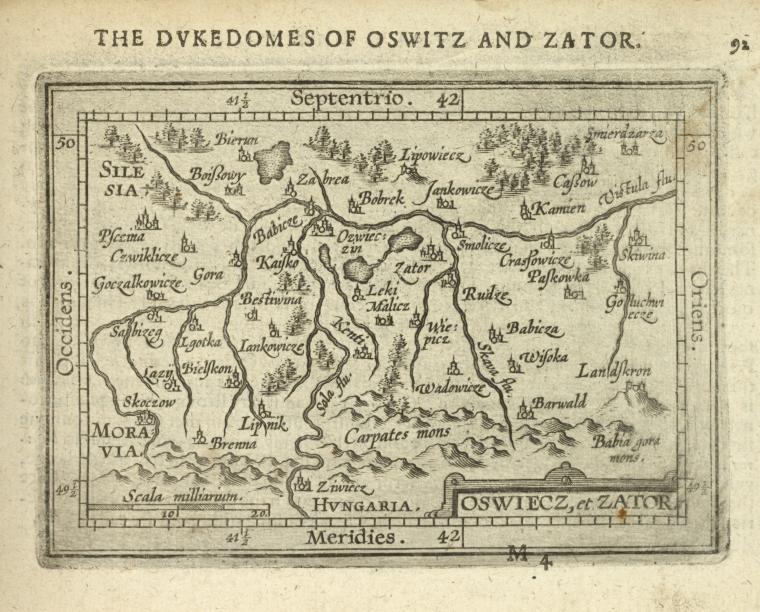
Barwałd na mapie z 1603 roku
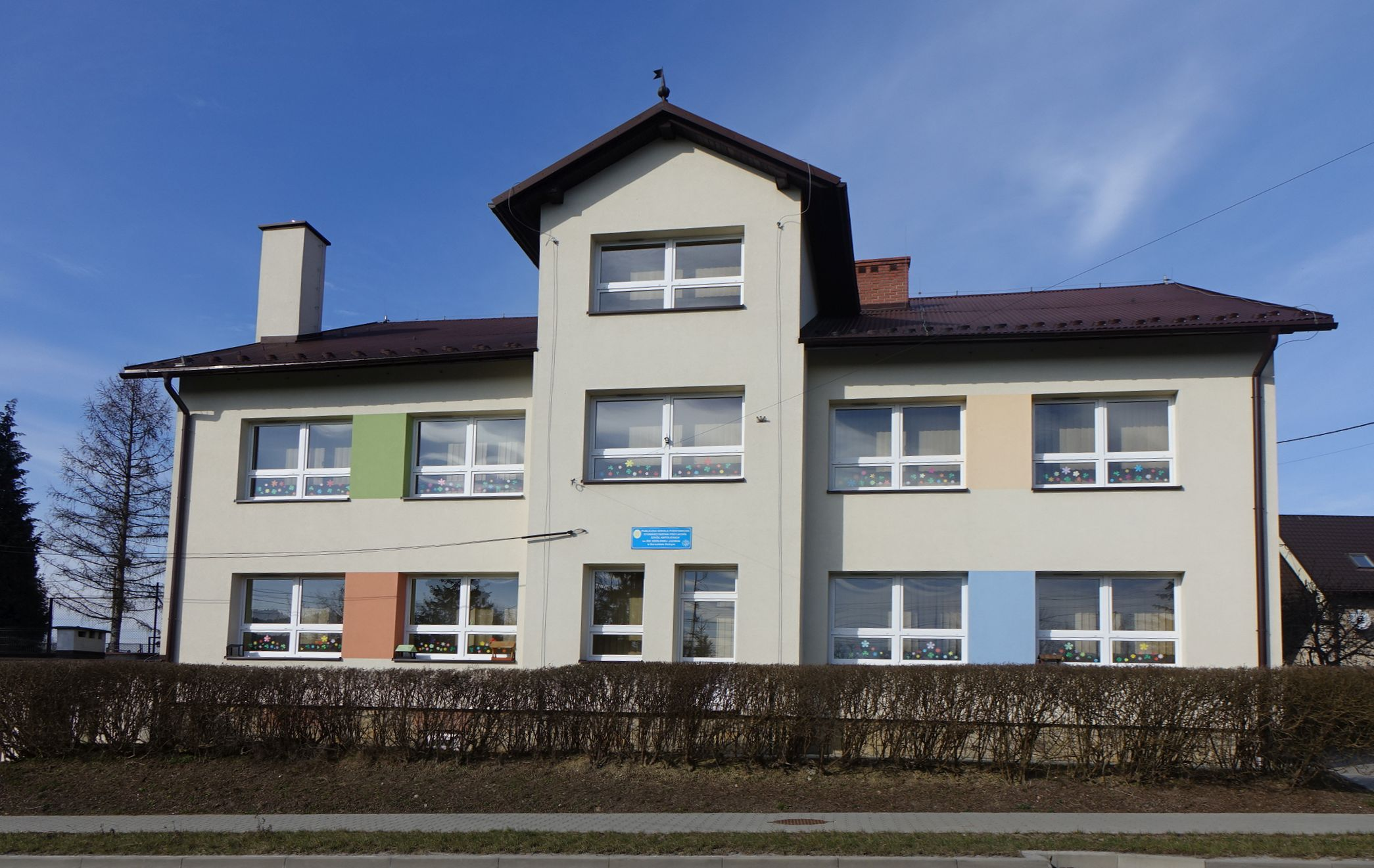
Szkoła katolicka
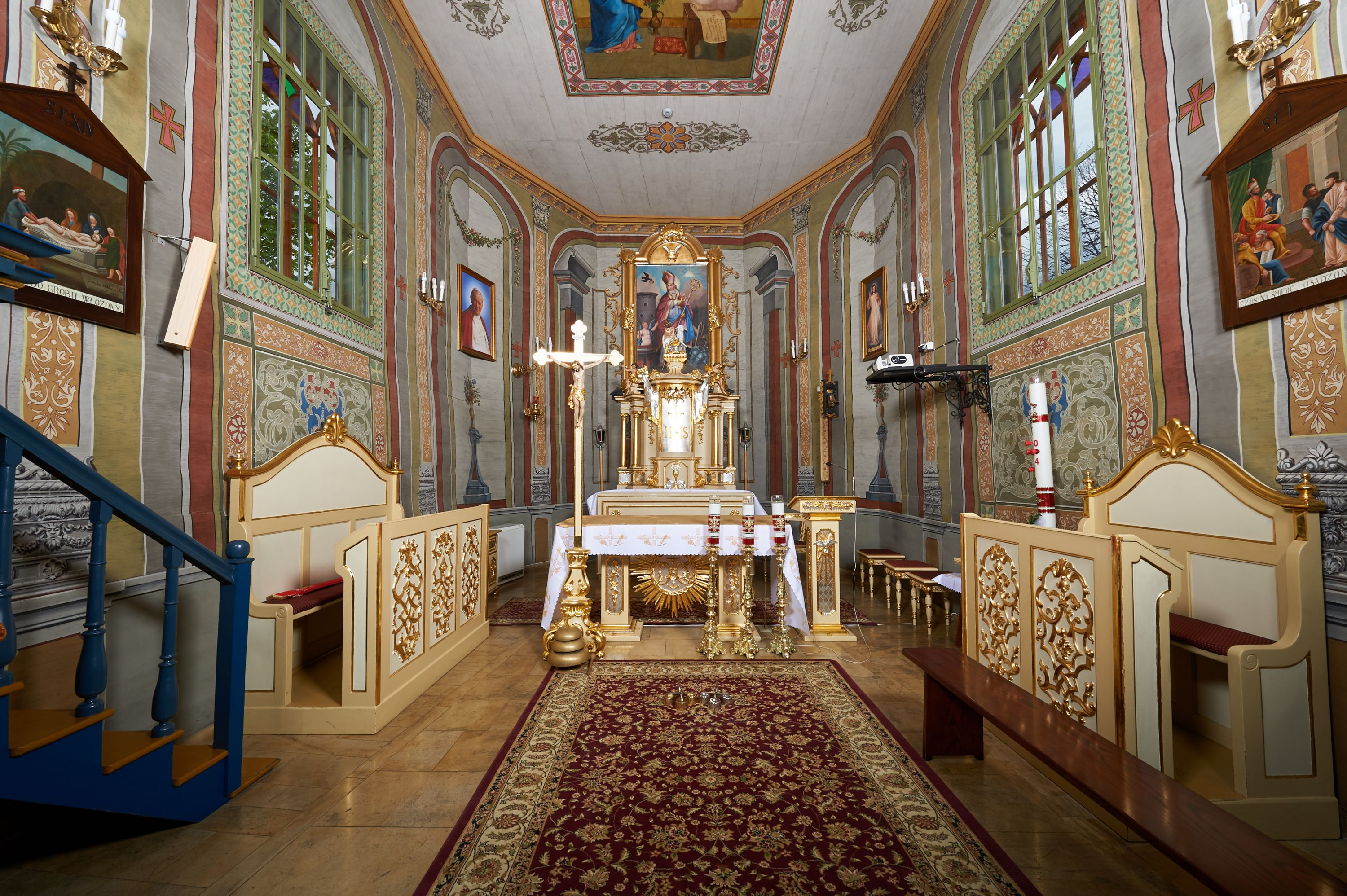
Zabytkowy kościół

## Historia
Barwałd Dolny, zaliczany dawniej do Niżnego, od początku istnienia był wsią książęcą i należał do zamku barwałdzkiego, a później wchodził w skład starostwa barwałdzkiego. Historycznie miejscowość jest częścią Księstwa oświęcimskiego. W 1564 roku wraz z całym księstwem oświęcimskim i zatorskim leżał w granicach Korony Królestwa Polskiego, w województwie krakowskim w powiecie śląskim. Po unii lubelskiej w 1569 r. księstwo Oświęcimia i Zatora stało się częścią Rzeczypospolitej Obojga Narodów, w granicach której pozostawało do I rozbioru Polski w 1772. Po I rozbiorze zakupiony został wraz ze starostwem przez Ksawerego Branickiego, odkupiony od niego przez Jana Starowieyskiego herbu Biberstein, następnie należał do Moszczyńskich. Po rozbiorach Polski miejscowość znalazła się w zaborze austriackim i leżała w granicach Austrii, wchodząc w skład Królestwa Galicji i Lodomerii.

W latach 1975–1998 miejscowość położona była w województwie bielskim.

## Zabytki
Obiekt wpisany do rejestru zabytków nieruchomych województwa małopolskiego.
- Kościół pw. św. Erazma z ogrodzeniem i drzewostanem.
Kościół w Barwałdzie Dolnym wzmiankowany został w 1326 roku, parafię erygowano w roku 1515. Obecny kościół drewniany wzniesiony został w XVIII wieku, jednak jego wieża pochodzi z kościoła z XVI w. We wnętrzu podziwiać można wyposażenie barokowe, gotycki krucyfiks, obraz Matki Bożej z XVI wieku, barokową chrzcielnicę, rokokowe organy z 1770 oraz kropielnicę z 1842 roku[9].

Inne
- Przez miejscowość przechodzi niemiecka linia fortyfikacji z 1944 roku.

## Oświata
Cele edukacyjne realizuje, działająca od 1 września 2004 r. pod egidą Stowarzyszenia Przyjaciół Szkół Katolickich w Częstochowie, Publiczna Szkoła Podstawowa im. Jerzego Kukuczki w Barwałdzie Dolnym, uzupełniona od 1 września 2005 przez Publiczne Gimnazjum. W roku szkolnym 2007/08 wyniki egzaminu sprawdzającego uczniów uplasowały ją na II miejscu w powiecie wadowickim. Od 23 czerwca 2012 roku szkoła nosi imię Świętej Królowej Jadwigi.